# Mészáros Mihály (színművész)
Mészáros Mihály (Siklós, 1953. november 20. –) magyar színész.

## Életpályája
Siklóson született, 1953. november 20-án. Középiskolásként, 1968-ban a budapesti Pinceszínházban kezdett színészettel foglalkozni. Színészi  pályája 1972-ben az Állami Déryné Színházban indult. 1983-ban a Békés Megyei Jókai Színházhoz szerződött. 1987-től rövid ideig szerepelt a Jurta Színházban, és még abban az évben lett a Népszínház társulatának tagja. 1990-től ismét Békéscsabán játszik, azóta a Jókai Színház művésze, de fellép a szarvasi Cervinus Teátrumban is.

## Fontosabb színházi szerepei
- Jókai Mór: A kőszívű ember fiai... Palvicz Ottó
- Móricz Zsigmond: Rokonok... Bisztricay
- Móricz Zsigmond: Nem élhetek muzsikaszó nélkül... Lajos bácsi
- Móricz Zsigmond - Miklós Tibor - Kocsák Tibor: Légy jó mindhalálig... Báthory tanár úr
- Jaroslav Hašek: Svejk... Lukas főhadnagy
- Sławomir Mrożek: Tangó... Eugéniusz
- Harriet Beecher Stowe: Tamás bátya kunyhója... Clayton
- Szigligeti Ede: Liliomfi... Kányai fogadós; Gyuri pincér
- Gárdonyi Géza: A bor... Matyi
- Molière: Tartuffe... Damis
- Molière: A fösvény... Anzelm (Valér és Marianna apja)
- Carlo Goldoni: Chioggiai csetepaté... Vincenzo, halkereskedő
- Tamási Áron: Csalóka szivárvány... Kund Ottó
- Tamási Áron: Ősvigasztalás... Falusi bíró
- Tersánszky Józsi Jenő - Csemer Géza - Szakcsi Lakatos Béla: Szidike kisasszony... Dongó Dani
- Tersánszky Józsi Jenő: Szidike lakodalma... Kakuk Marci
- Heltai Jenő: A néma levente... Tiribi
- Heltai Jenő: A tündérlaki lányok... Báró
- Bródy Sándor: A tanítónő... tanító
- Füst Milán: Boldogtalanok... Hentes
- Molnár Ferenc: Liliom... Linzmann
- Ken Kesey - Dale Wassermann: Kakukkfészek... Turkle ápoló
- Leonard Bernstein: West Side Story... Diesel
- George Bernard Shaw: Az ördög cimborája... Brunedell
- Alan Alexander Milne: Micimackó... Tigris
- William Somerset Maugham: Imádok férjhez menni... Mr. Paton
- Alan Jay Lerner - Frederick Loewe: My fair Lady... Harry
- Henrik Ibsen: A nép ellensége... Aslaksen
- Henrik Ibsen: Kísértetek... Manders tiszteletes
- Henrik Ibsen: A vadkacsa... Kopasz vendég
- Anton Pavlovics Csehov: Ványa bácsi... Cseléd
- Jaques Deval - Nádas Gábor - Szenes Iván: A potyautas... Ogden
- Ungár Tamás: Mihók a bolondos... csavargó, első katona
- Alexander Breffort – Marguerite Monnot: Irma, te édes... Precíz Pepe; Bob
- Erich Kästner: Május harmincötödike... Nagybácsi
- Szabó Magda: Kiálts, város!... Goda Benedek
- Görgey Gábor: Komámasszony, hol a stukker?... Kiss
- Friedrich Schiller: Ármány és szerelem... Miller
- Peter Buckman: A zenekar - "...Most mind együtt"... Geoff (a zenekar kottatárosa és pénztárosa)
- Bognár Zsolt - Kiss Stefánia: Jeanne d´Arc... Robert de Baudricourt, Vancouleurs kapitánya
- Frank Wildhorn - Steve Cuden - Leslie Bricusse - Frank Wildhorn: Jekyll & Hyde... Pooly, Jekyll inasa
- Schittenhelm Christian: Da Vinci... Antonio, Leonardo nagyapja
- Victor Hugo: A királyasszony lovagja... Don Guritan marquis
- Jevgenyij Lvovics Svarc: A király meztelen... Érzelmi miniszter
- Peter Karvas: Yo város honpolgárai, avagy királyságot egy gyilkosért... Dr. Abraham Palmerston (orvos, a Felügyelő Bizottság tagja)
- Tasnádi István: Cyber Cyrano... Viktor
- Sütő András: Egy lócsiszár virágvasárnapja... Luther Márton
- Németh László Sámson... Hatodik filiszteus
- Bertolt Brecht: Állítsátok meg Arturo Uit!... Clark
- Bertolt Brecht - Kurt Weill: Koldusopera... Fűrész Róbert
- Arisztophanész: Lüzisztraté... Lükón (vén)
- Stendhal: Vörös és fekete... Valenod (a szegényház igazgatója)
- Czakó Gábor: Disznójáték... Yorkshire úr
- Ivan Holub:  Javor vitéz... Mesélő
- Herman Wouk: Zendülés a Caine hajón... Bíró
- Kálmán Imre Csárdáskirálynő... Leopold Mária Lippert-Weilersheim hercege
- Zágon István - Nóti Károly: Hippolyt, a lakáj... Makáts (főtanácsos)
- Boldizsár Miklós - Szörényi Levente - Bródy János: István, a király... Krónikás, Regős, Főpap
- Mlinár Pál - Falusi László: Ládafia... Mesélő (Postás)
- Rejtő Jenő - Hamvai Kornél - Darvas Benedek - Hamvai Kornél: Vesztegzár a Grand Hotelben... Vangold (nyugalmazott szállítmányozó)
- Katona József: Bánk bán...Mikhál bán (Melinda bátyja)
- Thomas Mann: Mario és a varázsló... Mészáros
- Örkény István: Macskajáték... Csermlényi Viktor
- Pozsgai Zsolt: A Szellemúrnő (Ábránfy Katalin): Luther, a wittenbergi reformátor
- Mikszáth Kálmán - Zalán Tibor: A beszélő köntös... Lestyák Mátyás – a főbíró apja, a hiú szabó
- Szarka Gyula – Zalán Tibor: Az igazmondó juhász és az aranyszőrű bárány... Burkus király
- Rákosi Viktor - Nemlaha György: Elnémult harangok... Todorescu, román pópa
- David Yazbek: Alul semmi... Reg Willoughby, munkanélküli
- Várkonyi Mátyás - Béres Attila: Egri csillagok... Cecey Péter

## Filmek, tv
- A forma szerelmesei (1985)
- Kutyánszky Kázmér, a versíró kutya (1987)
- Örkény István: Macskajáték (2017)
- Szabadonczok (2017)

## Önálló est
- Ákombákom (zenés gyermekműsor Szeli Ildikóval közösen)[1]
- „Közbevágott Pató Pál úr”
- Wass Albert est  - Mészáros Mihály és Tomanek Gábor közös műsora